# Lerma (Espanha)
Lerma é um município da Espanha na província de Burgos, comunidade autónoma de Castela e Leão, de área 166 km² com população de 2596 habitantes (2017) e densidade populacional de 15,63 hab/km².

## Demografia
| Variação demográfica do município entre 1991 e 2017 | Variação demográfica do município entre 1991 e 2017 | Variação demográfica do município entre 1991 e 2017 | Variação demográfica do município entre 1991 e 2017 | Variação demográfica do município entre 1991 e 2017 |
| --------------------------------------------------- | --------------------------------------------------- | --------------------------------------------------- | --------------------------------------------------- | --------------------------------------------------- |
| 1991                                                | 1996                                                | 2001                                                | 2004                                                | 2017                                                |
| 2550                                                | 2495                                                | 2587                                                | 2619                                                | 2596                                                |